# 서현수
서현수(1989년 7월 17일~)는 대한민국의 가수, 음악 프로듀서이다. 2011년 남성 보컬그룹 《썸데이》로 데뷔하였으며, 솔로 활동 중이다.

## 학력
- 고척고등학교(졸업)

## 음반

### 싱글 앨범
| 앨범 번호 | 앨범 타이틀 | 발매일           |
| --------- | ----------- | ---------------- |
| 1         | 《밤》      | 2019년 8월 13일  |
| 2         | 《상상》    | 2019년 12월 30일 |
| 3         | 《그늘》    | 2020년 8월 24일  |
| 4         | 《My room》 | 2022년 1월 3일   |

### 참여곡
- 노을 - 오늘 같은 날엔 작사, 작곡
- 노을 - 날 웃게 하는 건 작사, 작곡
- 이문세 - 나의 하루 작사, 작곡
- 기리보이 - 농담처럼 작사
- 라디 (Ra. D) - 오래된 영화 작사, 작곡

- dress - 미술학원 (feat. 서현수, Byung un)
- dress, sogumm - However (feat. 김심야, 서현수)
- Ayul (이아율) - 물끄러미 (feat. 서현수)
- L-like (엘라이크) - 신호등 (feat. 서현수)